# Rio Codòzinho
Rio Codòzinho är ett vattendrag i Brasilien.   Det ligger i delstaten Maranhão, i den nordöstra delen av landet, 1 300 km norr om huvudstaden Brasília.
Omgivningarna runt Rio Codòzinho är huvudsakligen savann. Runt Rio Codòzinho är det ganska glesbefolkat, med 34 invånare per kvadratkilometer.